# Martin Turk (nogometaš)
Martin Turk, slovenski nogometaš, * 21. avgust 2003, Koper.
Turk je profesionalni nogometaš, ki igra na položaju vratarja. Od leta 2025 je član portugalskega kluba Estoril Praia. Pred tem je branil za italijanske klube Parma, Reggiana in Sampdoria ter poljski Ruch Chorzów. Bil je tudi član slovenske reprezentance do 15, 16, 17 in 21 let.